# 馬格斯菲特
馬格斯菲特（英語：Macclesfield）是位於英國英格蘭柴郡東柴郡單一管理區的一個集鎮和民政教區。 該鎮位於柴郡平原邊緣，東臨馬格斯菲特森林； 它位於曼徹斯特以南 26 公里和切斯特以東 61 公里處。馬格斯菲特文法學校成立於 1502 年。該鎮至少從 17 世紀中葉開始就有絲綢鈕扣工業，並從 18 世紀中葉成為主要的絲綢製造中心。 馬格斯菲特運河建於 1826–31 年。
現今鎮內的工業包括製藥，並且是阿斯特捷利康製藥公司的主要製藥中心。 多座工廠建築仍然屹立不倒，鎮上的幾家博物館講述了當地的絲綢產業。 其他地標包括市政廳和前主日學校等喬治式建築、以及聖奧爾本教堂。
據2021年人口普查，馬格斯菲特有人口57,539人。馬格斯菲特人常被稱為Maxonian。馬格斯菲特是柴郡內較為富裕的一個城鎮。

## 地理及人口

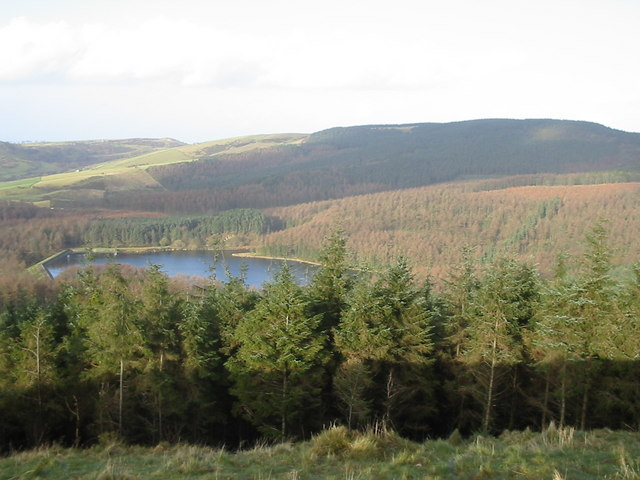
馬格斯菲特森林

馬格斯菲特鎮位於柴郡平原東部邊緣，東臨馬格斯菲特森林。該鎮北邊鄰近大曼徹斯特郡、東邊鄰近德比郡、南邊鄰近斯塔福德郡。
與英國大部分地區一樣，馬格斯菲特屬於溫帶海洋性氣候（柯本氣候分類法：Cfb）。 氣候記錄可以至少追溯到 1850 年。在 1881 年至 2005 年期間，最高日溫度為 1990 年 8 月 3 日的 33.1 °C（91.6 °F），最低日溫度為 1860 年 12 月 25 日的 −16.7 °C（1.9 °F) 。
根據 2011 年的人口普查，當地人口的性別構成為男性 31,266 人，女性 32,688 人。 整個城區的種族構成包括少於 96.2% 的白人和 2.2% 的亞裔。 其他少數民族為1.6%。 全區居民中，66.3% 為基督徒、0.5% 為穆斯林、24.8% 為無宗教信仰者，其餘 6.8% 則未說明。

## 交通

### 鐵路
馬格斯菲特火車站位於西海岸主線支線斯塔福德至曼徹斯特線上。Avanti 西海岸主要於該站提供每小時一班的列車服務，乘客可乘車往曼徹斯特皮卡迪利（車程約20分鐘）、史篤城（15分鐘）及倫敦尤斯頓（1小時47分鐘）。縱貫鐵路亦有於該站提供前往西米德蘭茲及英格蘭南部的長途列車服務。
| 列車營運公司  | 路線                                        | 各方向班次（班/每小時） | 中途停靠站 | 參考  |
| ------------- | ------------------------------------------- | ----------------------- | --- | ----- |
| Avanti 西海岸 | 倫敦尤斯頓 至 曼徹斯特皮卡迪利 （經史篤城） | 1                       | 米爾頓凱恩斯中心、拉格比、史篤城、馬格斯菲特、斯托克波特 | [ 8 ] |
| 縱貫鐵路      | 布里斯托聖殿草地 至 曼徹斯特皮卡迪利        | 1                       | 布里斯托泊車道、切爾滕納姆溫泉、伯明翰新街、伍爾弗漢普頓、斯塔福德、史篤城、馬格斯菲特、斯托克波特 | [ 7 ] |
| 縱貫鐵路      | 伯恩茅斯 至 曼徹斯特皮卡迪利                | 1                       | 布洛肯赫斯特（Brockenhurst，每日兩班）、南安普頓中央、南安普頓機場泊車道、溫徹斯特、貝辛斯托克、雷丁、牛津、班伯里、皇家利明頓溫泉、考文垂、伯明翰國際、伯明翰新街、伍爾弗漢普頓、斯塔福德、史篤城、馬格斯菲特、斯托克波特 | [ 7 ] |
| 北方列車      | 曼徹斯特皮卡迪利 至 史篤城                  | 1                       | 斯托克波特、奇德爾休姆（Cheadle Hulme）、布拉姆霍爾（Bramhall）、波因頓、阿德林頓（Adlington）、佩斯貝瑞、馬格斯菲特、康格爾頓、傑斯哥夫（Kidsgrove）、長港（Longport，有限度服務）                                        | [ 9 ] |

其中每日有3班前往布里斯托的列車會續駛至佩恩頓，並增停濱海韋斯頓（每日1班）、廷茅斯、道利什、埃克塞特聖戴維斯、蒂弗頓泊車道、湯頓、牛頓阿伯特及托基站。

### 巴士
馬格斯菲特鎮中心設有巴士總站。原有位於桑德蘭街、就在火車站外的巴士總站於2004年遷至維多利亞女王街。
鎮內有約15條巴士路線，連繫馬格斯菲特鎮內地區與鄰近城鎮，包括康格爾頓、威姆斯洛和納茨福德。其他有直接巴士路線來往馬格斯菲特的城鎮及地點包括斯托克波特、克魯、巴克斯頓、奧爾特靈厄姆、威森肖（Wythenshawe）和查茨沃斯莊園。

## 相片

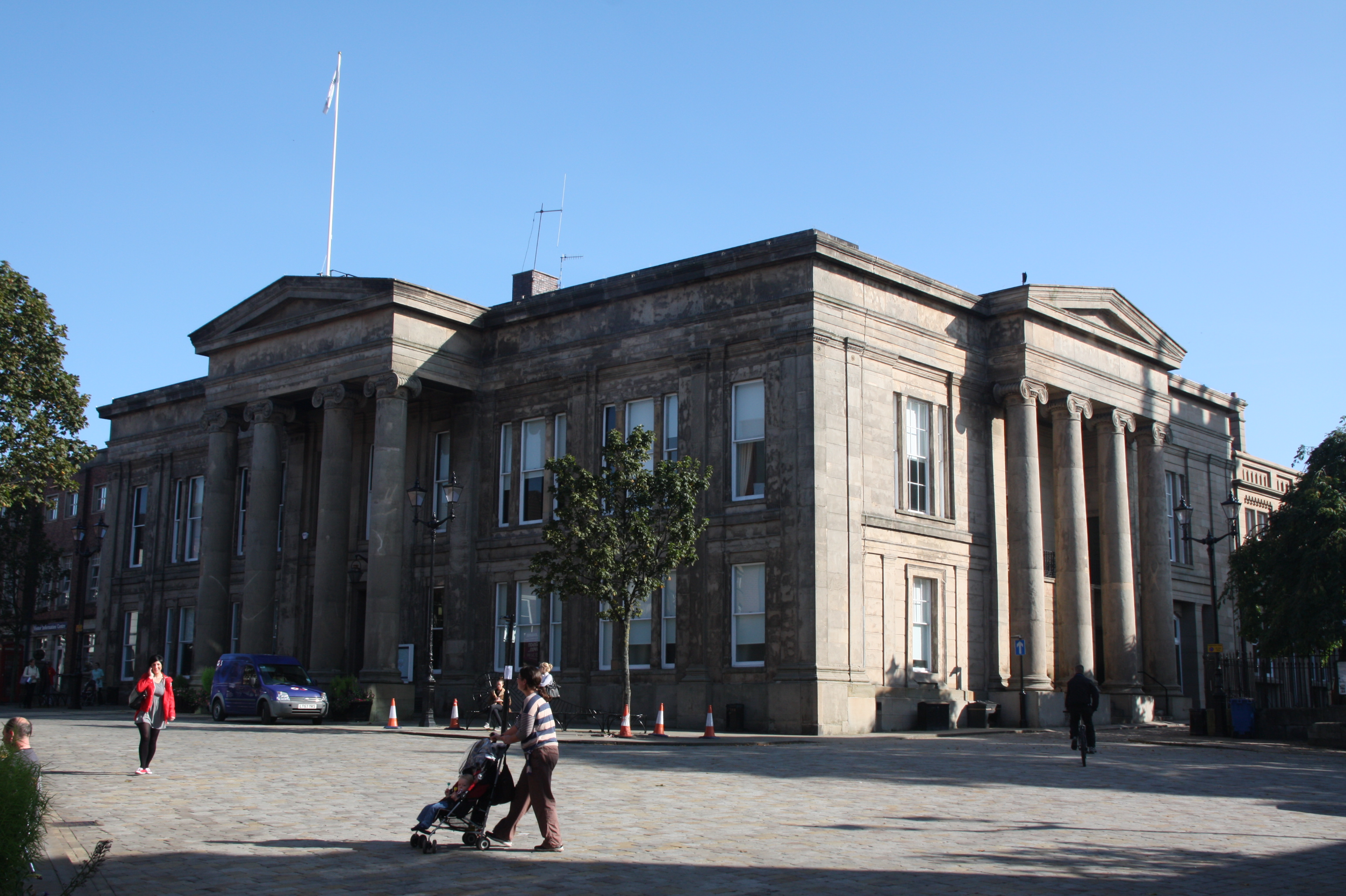
馬格斯菲特鎮政廳（II*級登錄建築[10] ）
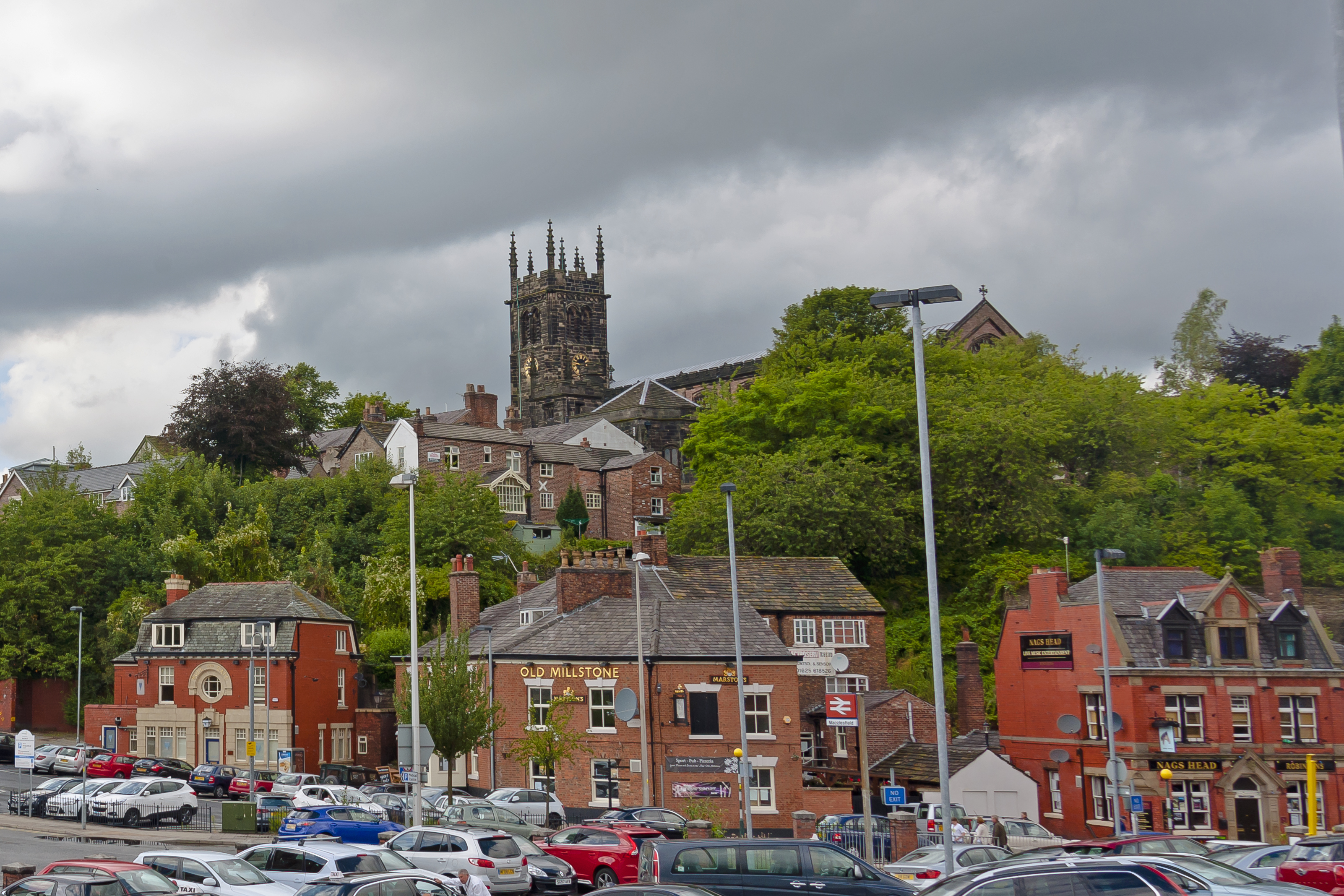
火車站前方一帶
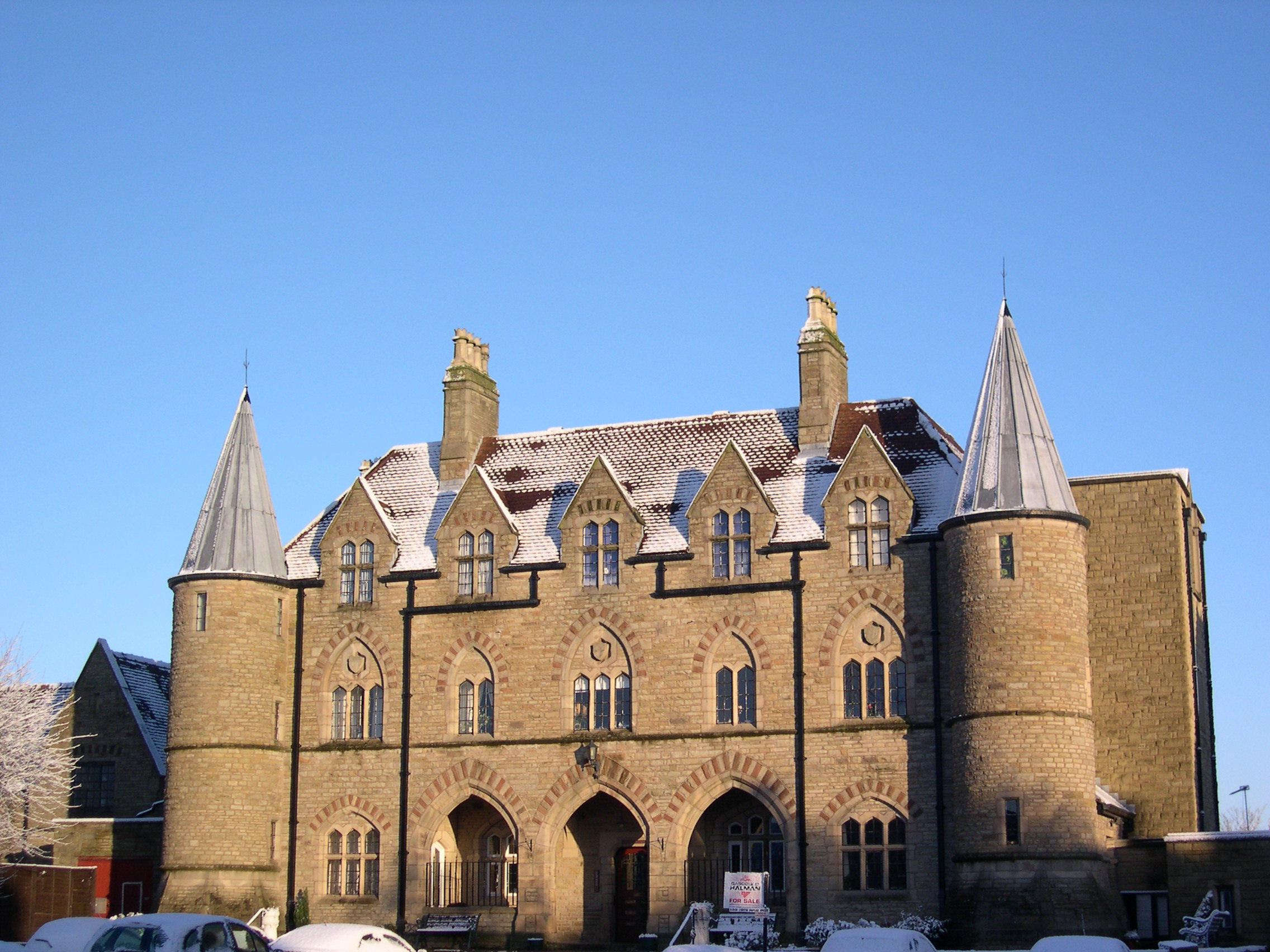
現為住宅的前軍械庫塔（Armoury Towers）
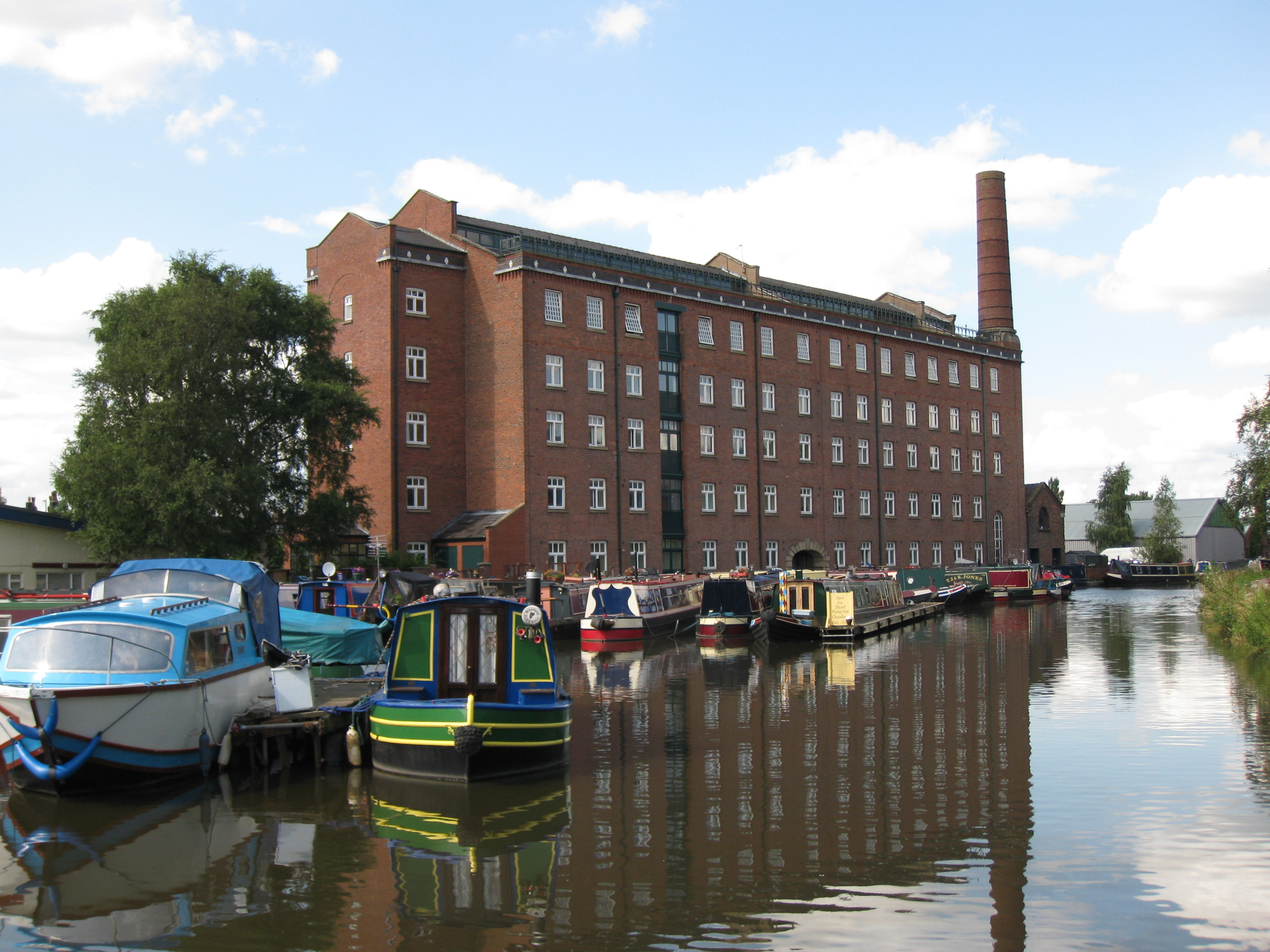
馬格斯菲特運河
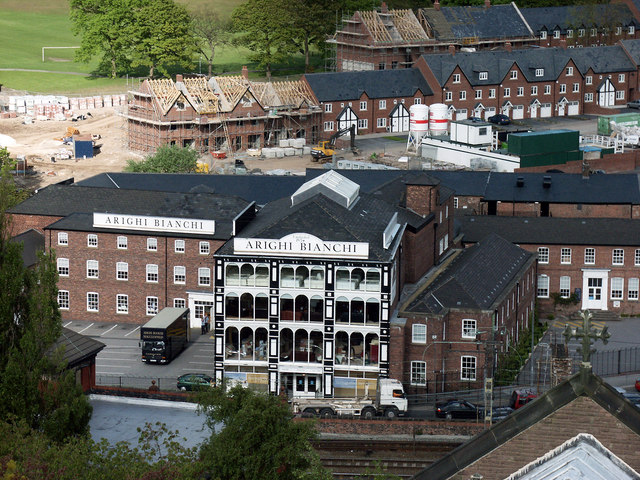
創立於1854年、位於鎮上的Arighi Bianchi傢俬店
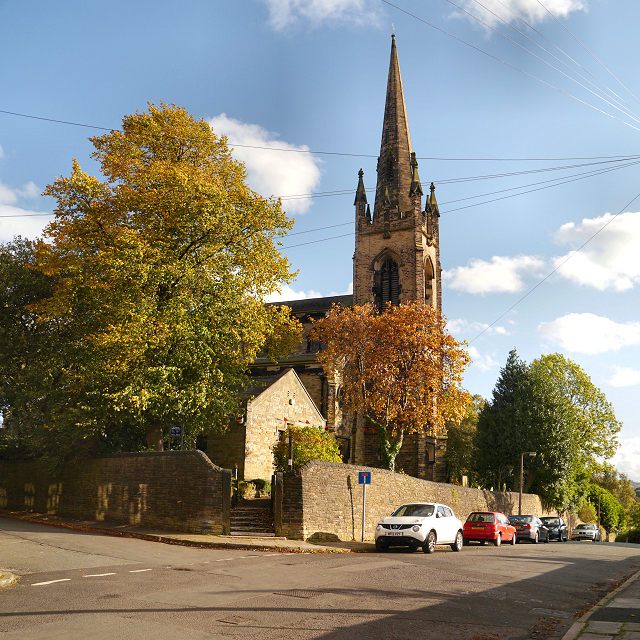
馬格斯菲特聖保羅教堂